# Mélodie tzigane
Série Trilogie Taishō
Brumes de chaleur
(1981)
Pour plus de détails, voir Fiche technique et Distribution.
Mélodie tzigane (ツィゴイネルワイゼン, Zigeunerweisen) est un film japonais réalisé par Seijun Suzuki, sorti en 1980. C'est le premier volet de la trilogie Taishō du réalisateur.

## Synopsis
Un professeur d'université et son ancien collègue devenu nomade sont confrontés aux affres de l'amour et à des périls mortels.

## Fiche technique
- Titre : Mélodie tzigane[1]
- Titre original : ツィゴイネルワイゼン (Zigeunerweisen?)
- Réalisation : Seijun Suzuki
- Scénario : Yōzō Tanaka d'après le roman Sarasate no ban de Hyakken Uchida
- Musique : Kaname Kawachi (ja)
- Photographie : Kazue Nagatsuka (ja)
- Décors : Takeo Kimura et Yoshito Tada
- Montage : Nobutake Kamiya
- Éclairages : Mitsuo Ōnishi
- Producteur : Genjirō Arato
- Société de production : Cinema Placet
- Pays de production :  Japon
- Langue originale : japonais
- Genre : drame, film fantastique
- Format : couleur — 1,37:1 — 35 mm — son mono
- Durée : 145 minutes[2]
- Dates de sortie : 
  - Japon : 1er avril 1980[2]

## Distribution
- Toshiya Fujita : Toyojiro Aochi
- Yoshio Harada : Nakasago
- Naoko Ōtani : Sono / O-Ine
- Michiyo Ōkusu (créditée sous le nom de Michiyo Yasuda) : Shuko Aochi, la femme de Toyojiro
- Kisako Makishi : Taeko Aochi
- Kirin Kiki : Kimi
- Isao Tamagawa : Dr. Amaki

## Autour du film
Dans l'incapacité au moment de sa sortie de trouver la moindre salle qui accepte de projeter le film, le producteur Genjirō Arato fait monter un chapiteau gonflable aux pieds de la Tour de Tokyo afin de pouvoir le projeter. Le succès de ces séances permet au film d'être repris dans de nombreuses salles, et d'obtenir un succès d'audience et critique notable,.

## Distinctions

### Récompenses
- 1980 : prix spécial lors des prix Hōchi du cinéma[5]
- 1981 : mention honorable lors de la Berlinale[6]
- 1981 : prix du meilleur film, du meilleur réalisateur pour Seijun Suzuki, de la meilleure actrice dans un second rôle pour Michiyo Ōkusu et des meilleurs décors pour Takeo Kimura aux Japan Academy Prize[7]
- 1981 : prix Kinema Junpō du meilleur film, du meilleur réalisateur pour Seijun Suzuki, du meilleur scénario pour Yōzō Tanaka, de la meilleure actrice pour Naoko Ōtani et de la meilleure actrice dans un second rôle pour Michiyo Ōkusu[8],[9]
- 1981 : prix Blue Ribbon du meilleur réalisateur pour Seijun Suzuki[10]
- 1981 : prix Mainichi du meilleur scénario pour Yōzō Tanaka et de la meilleure photographie pour Kazue Nagatsuka (ja)[11]
- 1981 : prix du meilleur film, du meilleur réalisateur pour Seijun Suzuki et de la meilleure photographie pour Kazue Nagatsuka (ja) au Festival du film de Yokohama

### Sélections et nominations
- Le film a été présenté en sélection officielle en compétition lors de Berlinale 1981[12].
- 1981 : prix de la meilleure actrice pour Naoko Ōtani, du meilleur acteur dans un second rôle pour Toshiya Fujita, du meilleur scénario pour Yōzō Tanaka et des meilleurs éclairages pour Mitsuo Ōnishi aux Japan Academy Prize[7]